# Aclamação (eleição papal)
A Aclamação foi outrora um dos métodos de eleição papal. 
O método de eleição do Romano Pontífice está contido nas Constituições de Gregório XV Aeterni Patris Filius e Romanum decet Pontificem, a constituição de Urbano VIII Ad Romani Pontificis Providentiam, e mais recentemente a constituição de João Paulo II Universi Dominici Gregis, emitida em 1996, que proibiu a eleição por aclamação.
A eleição por aclamação consiste em todos os eleitores presentes (Colégio dos Cardeais), por unanimidade proclamar um dos candidatos Sumo Pontífice, sem a formalidade de votação. Esta eleição obrigatoriamente devia ser feita sem consulta prévia ou negociação, pois a aclamação era considerada proveniente do Espírito Santo.

## Lista de eleições papais por aclamação
| Ano da aclamação | Papa Eleito  | Nota |
| ---------------- | ------------ | --- |
| 590              | Gregório I   | |
| 731              | Gregório III | "Os romanos o elegeram por aclamação o papa, quando ele estava acompanhando o cortejo fúnebre de seu antecessor" |
| 1073             | Gregório VII | Com a morte de Alexandre II (21 de abril de 1073), como os funerais eram realizados na Basílica de São João de Latrão, se levantou um grito alto da multidão do clero e do povo: "Vamos eleger Hildebrando papa!". Mais tarde, no mesmo dia, Hildebrando foi conduzido para a igreja de San Pietro in Vincoli, e foi eleito na forma legal pela assembléia de cardeais, com o devido consentimento do clero romano e no meio das aclamações repetidas das pessoas. |
| 1670             | Clemente X   | A eleição é dito ter sido determinado pelo grito repentino das pessoas fora do conclave, "Papa Altieri", que foi confirmada pelos cardeais. |
| 1676             | Inocêncio XI | Os cardeais estavam na Capela Sistina reunidos para o conclave e, apesar de sua resistência a cada um deles beijou a mão de Benedetto, proclamando-o Papa. |

## Mudanças recentes na legislação eleitoral papal
A constituição Universi Dominici Gregis especificamente permitiu apenas por voto secreto, como o único método válido de eleger um papa, proibindo a eleição por aclamação.

## Na ficção
No filme de 1968 As Sandálias do Pescador, os Cardeais eleitores tinham aclamado o cardeal Kiril Lakota como Papa, após a votação no conclave não ter conseguido a maioria necessária. 
Em 2000 o livro Angels & Demons de Dan Brown, Carlo Ventresca é eleito por aclamação, antes de ele se queimar até a morte.